# Parco Naturale della Moma
Il Parco Naturale del Moma (in russo: Момский природный парк) è un'area protetta nella regione di Momsko-Chersk, nella parte superiore del bacino del fiume Moma.
Dal punto di vista amministrativo il parco è parte dell'ulus (distretto) di Momskij, nella Repubblica di Jakuzia, nella parte orientale della Russia.

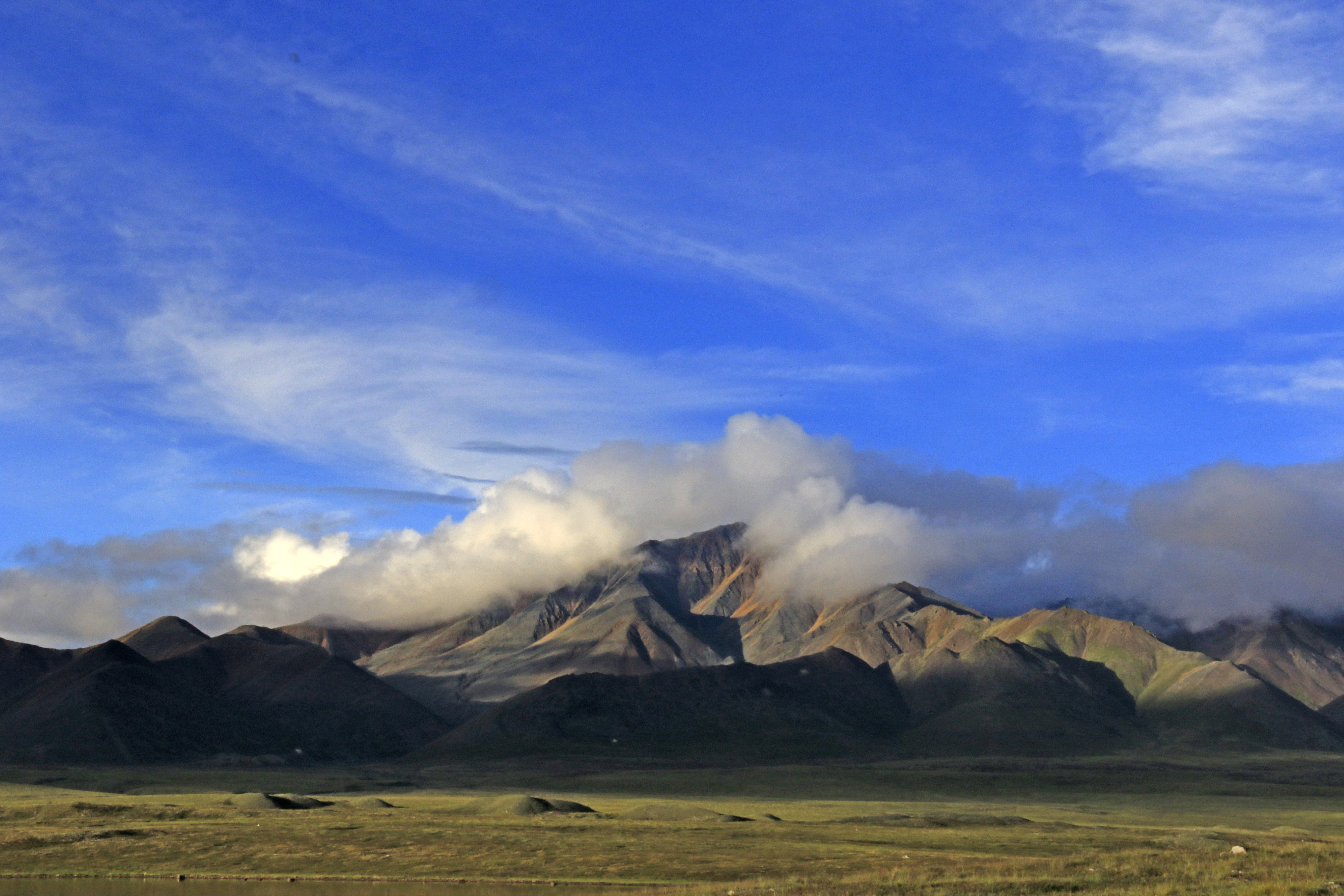
Vista del Massiccio del Buordach.

## Punti di interesse
Il parco include la parte più montagnosa della catena degli Ulachan-Čistaj, caratterizzata da crinali incontaminati e laghi di pregio ambientale ed estetico. Le aree di maggiore interesse del parco sono:
- il Monte Pobeda (3.147 metri), che sorge nel massiccio di Buordach, ed è la vetta più alta dell'Ulachan-Čistaj.
- la valle del fiume Moma, che contiene i coni di scorie estinti dei vulcani Balagan-Tas e Uraga-Tas.
- l'Ulachan-Taryn, una massa di ghiaccio stratificato formata dai flussi di fiumi ghiacciati. Entro la fine dell'inverno le sue dimensioni possono raggiungere i 30 km di lunghezza e 5 km di larghezza con uno spessore di 7 metri.